# Giovane toro
Il giovane toro (titolo originale in lingua olandese De Stier) è un dipinto olio su tela di Paulus Potter che ha per soggetto principale un toro. Si trova nella collezione del museo Mauritshuis a L'Aia nei Paesi Bassi. 

## Descrizione
Rappresentato a grandezza naturale, questa è una insolitamente monumentale pittura avente per soggetto un animale che sfida la gerarchia dei generi per il suo trattamento quasi eroico di un animale.  Le grandi dimensioni danno spazio a un realismo molto dettagliato, tra cui la presenza di mosche, ammirato e criticato, soprattutto nel XIX secolo.
Il dipinto è firmato e porta la data del 1647, significando che Potter, nato nel novembre del 1625, aveva solo 22 anni quando completò l'opera; egli morì nel 1654, prima di raggiungere l'età di trent'anni. Il dipinto fu molto ammirato nel XVIII e XIX secolo; negli anni 1870 l'artista e critico d'arte francese Eugène Fromentin disse confidenzialmente che questo dipinto, quello di Rembrandt, The Night Watch e il suo The Anatomy Lesson of Dr. Nicolaes Tulp (tutti nel museo Mauritshuis) erano i tre dipinti più famosi dei Paesi Bassi.
Il dipinto venne allargato da Potter, che aggiunse delle strisce di tela su entrambi i lati e nella parte alta della tela originaria, che conteneva il solo toro. Il villaggio che si trova sullo sfondo è Rijswijk, tra Delft e L'Aia. Anche se dipinti di animali inseriti nel paesaggio erano la specialità di Potter, questo è il più grande, a parte il suo ritratto equestre a grandezza naturale, mentre la maggior parte degli altri sono molto più piccoli.
La mucca era un simbolo di prosperità per gli olandesi, fino ad allora trascurato nell'arte, a parte il cavallo di gran lunga l'animale più comunemente rappresentato nella pittura del secolo d'oro olandese; le capre erano usate per indicare l'Italia. Si tratta di un ritratto enorme e famoso, che era nella Galleria del principe Guglielmo V che Napoleone Bonaparte portò a Parigi nel 1795 e attraverso un trattato successivo venne restituito nel 1815. Rimase esposto al museo del Louvre per 20 anni. Gli analisti di bestiame hanno rilevato che la rappresentazione delle varie parti anatomiche sembra essere un composto di studi di sei diversi animali di età diverse.
Come l'uccello a grandezza naturale presente in The Threatened Swan, il toro può stare a simboleggiare la Repubblica delle Sette Province Unite. Probabilmente, un ritratto così monumentale di un animale non si trova fino al Whistlejacket, un dipinto di una corsa ippica di un secolo dopo.